# سیارک ۲۱۵۸
سیارک ۲۱۵۸ (به انگلیسی: 2158 Tietjen، نامگذاری:1933OS) دو هزار و صد و پنجاه و هشتمین سیارک کشف شده‌است که در ۲۴ ژوئیه ۱۹۳۳ و در هایدلبرگ کشف شد.
قدر مطلق سیارک برابر ۱۱٫۸۰ است.